# Serghei Parhomenco
Serghei Parhomenco (* 5. August 1973) ist ein ehemaliger moldauischer Fußballnationalspieler.

## Karriere
Parhomenco absolvierte für die Auswahl Moldaus zwischen 1991 und 1996 vier Länderspiele. Er debütierte beim ersten offiziellen Länderspiel für Moldau am 2. Juli 1991 gegen die Auswahl Georgiens. Er spielte auf Vereinsebene unter anderem für Zimbru Chișinău und den FC Tiligul Tiraspol.

## Erfolge
- Moldauischer Meister: 1992, 1993, 1994
- Moldauischer Pokalsieger: 1995